# Scaptomyza rotundiloba
Scaptomyza rotundiloba är en tvåvingeart som beskrevs av Hardy 1965. Scaptomyza rotundiloba ingår i släktet Scaptomyza och familjen daggflugor. Inga underarter finns listade i Catalogue of Life.